# Mały Książę
Mały Książę (fr. Le Petit Prince) – powiastka filozoficzna autorstwa Antoine’a de Saint-Exupéry’ego, wydana w 1943 w Nowym Jorku w wydawnictwie „Reynal & Hitchcock”; przetłumaczona na ponad 300 języków bądź dialektów, sprzedana w ponad 140 milionach egzemplarzy, należy do klasyki światowej literatury.
Mały Książę jest pozycją szczególną również w twórczości Exupéry’ego. To jedyna książka, której nadał formę baśni i którą sam zilustrował.
Wyjątkowość tego utworu należy rozpatrywać w szerszym kontekście: tylko pozornie jest to lektura przeznaczona wyłącznie dla dzieci. Pod warstwą baśniowej fabuły pełnej wieloznaczności, znajduje się też wątek realistyczny i psychologiczny, co wskazuje, że adresatem utworu jest także czytelnik dorosły. Wg jednego z tłumaczy, Henryka Woźniakowskiego, to właśnie przede wszystkim dla dorosłych powstał Mały Książę. Potwierdzać może to fakt, że autor zadedykował utwór osobie dorosłej, swojemu przyjacielowi Léonowi Werthowi (dopisując jednak na końcu dedykacji, że chodzi o czas, gdy Werth był dzieckiem).

## Powstanie książki
Przypuszcza się, że zamiar napisania Małego Księcia powstał latem 1941, kiedy pisarz przebywał w szpitalu w Los Angeles. Problemy zdrowotne pogłębione były przez osobiste kłopoty: Saint-Exupéry przeżywał rozterki związane z opuszczeniem ojczyzny (po inwazji niemieckiej na Francję, zob. kampania francuska 1940), rozstaniem z najważniejszą w jego życiu osobą – matką oraz labilnością emocjonalną jego związku z żoną Consuelą. Będąc w szpitalu, czytywał baśnie Andersena.
Przyjazd Consueli z Francji zmobilizował Exupéry’ego do ukończenia Małego Księcia. Pisarz rozszerzył wówczas wątek róży, której pierwowzorem była postać żony. Pisał o tym w liście do niej, wyrzucając przy tym sobie, podobnie jak to czynił Mały Książę w stosunku do róży: Ale ja chyba nie zawsze wiedziałem, jak troszczyć się o Ciebie. Żałował też później, że Werthowi, a nie Consueli zadedykował swe dzieło.
Niedługo po ukazaniu się książki drukiem Exupéry wyjechał do francuskiej bazy lotniczej w Afryce Północnej.

## Fabuła
Mały Książę jest książką opowiadającą o dorastaniu do wiernej miłości, do prawdziwej przyjaźni i odpowiedzialności za drugiego człowieka. Stawia pytania o hierarchię wartości czy sens więzi między ludźmi.
Za postacią głównego bohatera skrył się sam Exupéry. W dzieciństwie nawet nazywany był przez rodzeństwo królem-słońcem, co miało też związek z arystokratycznym pochodzeniem. Spotkanie Małego Księcia z pilotem jest rozmową pisarza z samym sobą, powrotem do tematów, które zawsze dla niego były istotne, szukaniem odpowiedzi na wiele pytań.

## Rękopis
Oryginalny manuskrypt z odręcznymi notatkami i podpisem autora Małego Księcia, jak również różne projekty i rysunki próbne zostały nabyte w 1968 przez Pierpont Morgan Library (obecnie Morgan Library & Museum) w Manhattanie w Nowym Jorku. Rękopis ten zawiera skreślone treści, które ostatecznie nie zostały opublikowane w ramach edycji książki. Muzeum, oprócz rękopisu, posiada także kilka akwarel autorstwa Antoine de Saint-Exupery’ego, które także nie znalazły się w książce. W kwietniu 2012 paryski dom aukcyjny ogłosił odkrycie dwóch nieznanych wcześniej stron rękopisu „Małego Księcia”, na których znalazła się nieznana dotąd wersja jednego z rozdziałów. Jest to opis pierwszego spotkania Księcia z Ziemianinem, którego nazywa „ambasadorem ludzkiego ducha”. Jest on jednak zbyt zajęty, aby rozmawiać, mówiąc, że szuka zaginionego sześcioliterowego słowa zaczynającego się na literę „G” oznaczającego „płukanie gardła” (fr. se gargariser, w języku potocznym znaczy również „być dumnym i zadowolonym z czegoś”). W znalezionym rękopisie nie pada to szukane słowo, ale mając na uwadze czas powstania dzieła i zaangażowanie pisarza przeciwko wojnie można się domyślać, że chodzi o słowo „wojna” (fr. guerre).

## Mały Książę w Polsce
Mały Książę wzbudził wyjątkowe zainteresowanie polskich czytelników. Dowodem na to jest nie tylko fakt, że przekładu tekstu z francuskiego na język polski podjęło się ponad 20 tłumaczy. 
Język polski jest pierwszym językiem na świecie, na który przełożono Małego Księcia (nie licząc języka angielskiego, w którym książka ukazała się jeszcze na kilka dni przed wydaniem francuskim). Książka ukazała się nakładem Spółdzielni Wydawniczej Płomienie w tłumaczeniu Marty Malickiej już dwa lata po zakończeniu wojny (Warszawa, 1947). Na kolejne tłumaczenia: na język niemiecki i włoski, trzeba było czekać kolejne dwa lata. Najwięcej wydań – ponad 50 (stan na 2024) – ma wersja w tłumaczeniu Jana Szwykowskiego.
W Polsce Małego Księcia wydano także w języku łemkowskim – Малий Прінц (ISBN 978-83-936592-0-3) i pruskim – Līkuts Princis (ISBN 978-83-65053-00-8).
W 2015 r. Juliusz Kubel przełożył utwór na gwarę poznańską, nadając mu tytuł Książę Szaranek. Rok później książkę Książę Szaranek wydało wydawnictwo Media Rodzina (ISBN 978-83-8008-291-5). W 2018 wydano przekład na język kaszubski. Tłumaczenia z oryginału dokonał Maciej Bandur, nadając kaszubskiej wersji tytuł Môłi princ. Mały Książę został również przełożony na etnolekt śląski i gwarę mazurską.
W 2021 Fundacja Nowoczesna Polska, prowadząca bibliotekę internetową Wolne Lektury, wydała pierwsze polskie tłumaczenie książki na wolnej licencji (Licencji Wolnej Sztuki 1.3.). Autorką tłumaczenia jest Agata Kozak.
Mały Książę jest lekturą szkolną w Polsce. Stał się lekturą obowiązkową dla klasy VIII szkoły podstawowej w 2017 roku i był nią nadal w 2024 roku. Jest to jedna z nielicznych w tej liście lektur pozycji literatury zagranicznej.

Mały Książę

| Lp. | Tłumacz                         | Wydawca                             | Miejsce           | Data I wyd. | ISBN                   |
| --- | ------------------------------- | ----------------------------------- | ----------------- | ----------- | ---------------------- |
| 1   | Marta Malicka                   | Spółdzielnia Wydawnicza „Płomienie” | Warszawa          | 1947        |                        |
| 2   | Jan Szwykowski                  | Instytut Wydawniczy „Pax”           | Warszawa          | 1958        |                        |
| 3   | Wiera i Zbigniew Bieńkowscy     | Państwowy Instytut Wydawniczy       | Warszawa          | 1961        |                        |
| 4   | Marta Cywińska                  | Krajowa Agencja Wydawnicza          | Białystok         | 1993        | ISBN 83-03-03606-8     |
| 5   | Janina Karczmarewicz-Fedorowska | Kama                                | Warszawa          | 1995        | ISBN 83-86235-49-7     |
| 6   | Anna Trznadel-Szczepanek        | Nasza Księgarnia                    | Warszawa          | 1995        | ISBN 83-10-09935-5     |
| 7   | Ewa Łozińska-Małkiewicz         | Algo                                | Toruń             | 1995        | ISBN 83-900983-9-3     |
| 8   | Piotr Drzymała                  | Idem                                | Poznań            | 1996        | ISBN 83-903382-1-1     |
| 9   | Mirosława Dębska                | Klasyka „K”                         | Bielsko-Biała     | 1998        | ISBN 83-86896-86-8     |
| 10  | Halina Kozioł                   | Wydawnictwo Zielona Sowa            | Kraków            | 2000        | ISBN 83-7220-039-4     |
| 11  | Zofia Barchanowska              | Prospero                            | Łódź              | 2002        | ISBN 83-900822-4-1     |
| 12  | Barbara Przybyłowska            | Firma Księgarska Olesiejuk          | Warszawa          | 2015        | ISBN 978-83-7844-378-0 |
| 13  | Ewa Tarnowska                   | Firma Księgarska Olesiejuk          | Ożarów Mazowiecki | 2015        | ISBN 978-83-274-3397-8 |
| 14  | Krystyna Rodowska               | Galaktyka                           | Łódź              | 2015        | ISBN 978-83-7579-442-7 |
| 15  | Henryk Woźniakowski             | Znak Emotikon                       | Kraków            | 2015        | ISBN 978-83-240-3305-8 |
| 16  | Anna Pikor-Półtorak             | Wydawnictwo IBIS-Books              | Poznań            | 2017        | ISBN 978-83-65875-65-5 |
| 17  | Dorota Spyrka                   | Wydawnictwo Zielona Sowa            | Warszawa          | 2017        | ISBN 978-83-7983-990-2 |
| 18  | Elżbieta Siwiec                 | Wydawnictwo RM                      | Warszawa          | 2018        | ISBN 978-83-7773-816-0 |
| 19  | Maria Zawadzka-Strączek         | Wydawnictwo Wilga                   | Warszawa          | 2018        | ISBN 978-83-280-4983-3 |
| 20  | Marta Skinder-Toruńska          | Wydawnictwo Dragon                  | Bielsko-Biała     | 2018        | ISBN 978-83-7887-633-5 |
| 21  | Martyna Lemańczyk               | Wydawnictwo SBM                     | Warszawa          | 2019        | ISBN 978-83-8059-835-5 |
| 22  | Natalia Jaskula Esquerré        | Greg                                | Kraków            | 2019        | ISBN 978-83-7517-853-1 |
| 23  | Agata Kozak                     | Fundacja Nowoczesna Polska          | Warszawa          | 2021        | ISBN 978-83-288-5993-7 |
| 24  | Ernest Kacperski                | Wydawnictwo Wilga                   | Warszawa          | 2023        | ISBN 978-83-8318-157-8 |